# アトランタ・ホークス
アトランタ・ホークス（Atlanta Hawks）は、アメリカ合衆国・ジョージア州アトランタ市に本拠を置く全米プロバスケットボール協会 (NBA) のチーム。イースタン・カンファレンス、サウスイースト・ディビジョンに所属。チーム名は元はイリノイ州にあり、インディアンの「ブラックホーク酋長」から名付けられた。ミルウォーキーに移転後、単純にホークスとなり、アトランタは4箇所目のフランチャイズ都市である。なお、ブラックホークスの名はNHLのシカゴ・ブラックホークスで残っている。

## 歴史

### 初期

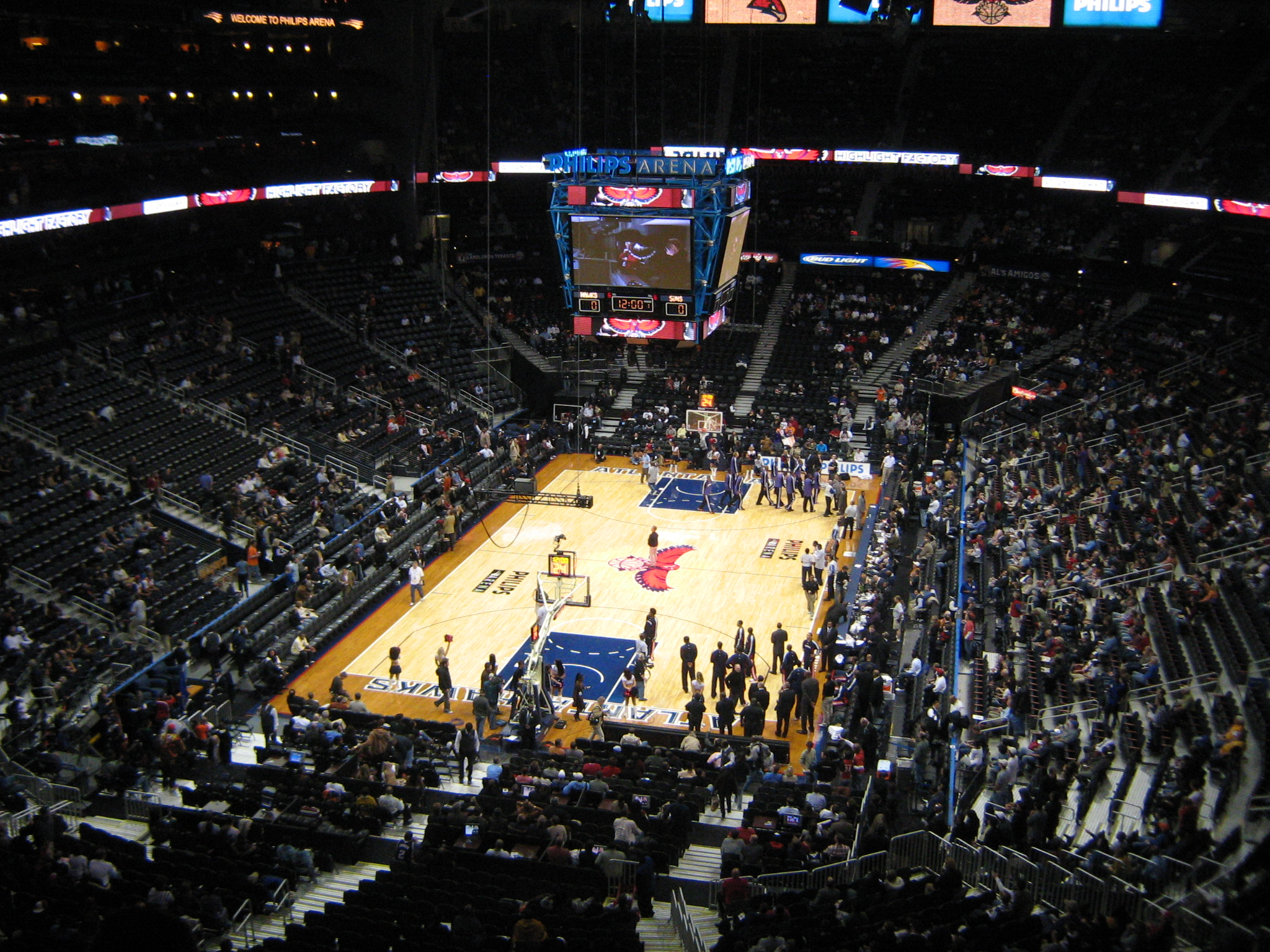
フィリップス・アリーナ

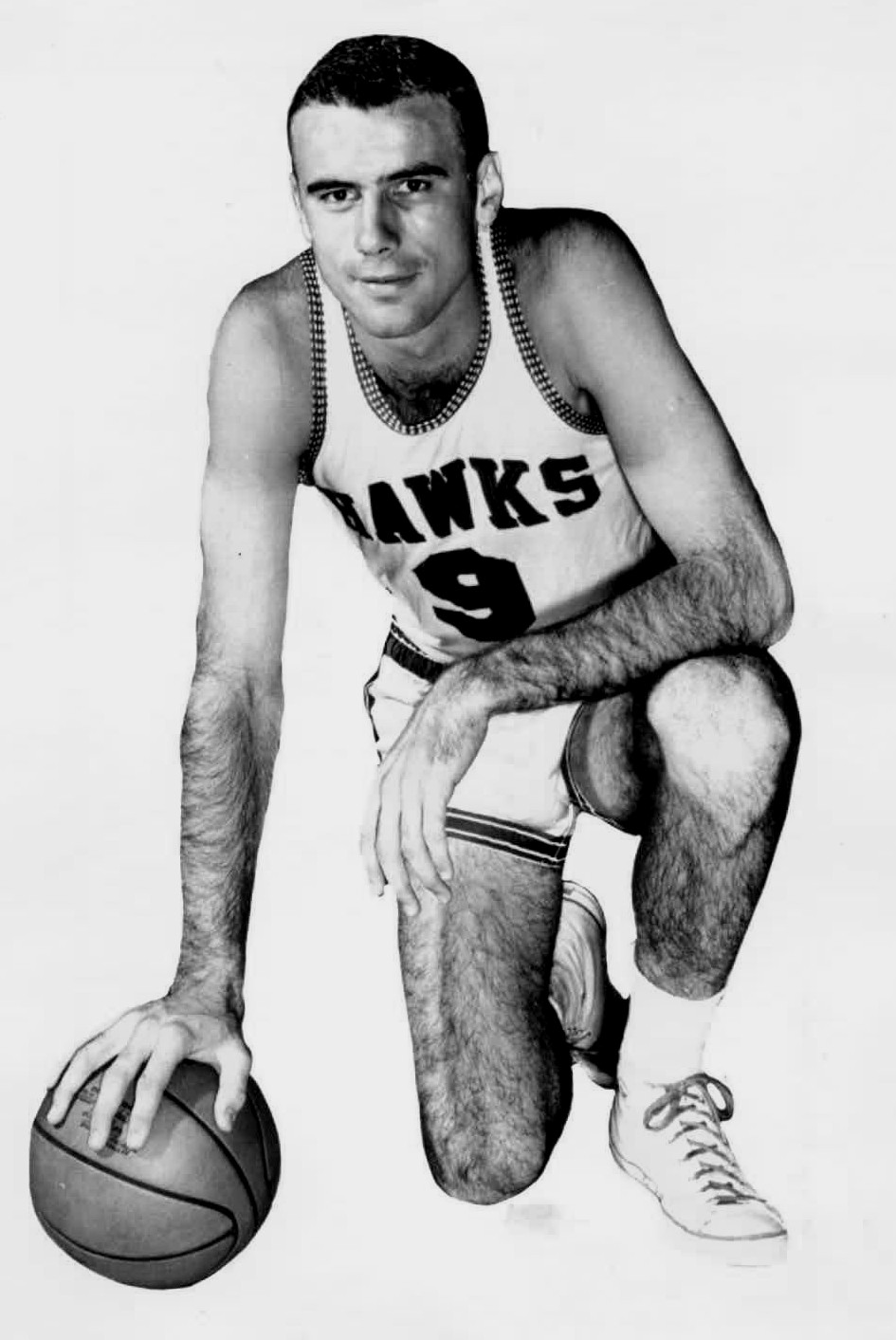
ボブ・ペティット

現在も存続するNBAのチームのうち、アトランタ・ホークスは最も古い歴史をもつチームの1つである。ホークスは1946年にNBL (National Basketball League) に所属するトライシティーズ・ブラックホークスとして出発し、当時トライ・シティーズと呼ばれていた（現在はクアッド・シティーズと呼ばれている）、アイオワ州東部のミシシッピ川河畔の町、ダベンポートを中心とする都市圏を本拠地としていた。ブラックホークスが当時ホームとしていた競技場、ウォートン・フィールド・ハウスは対岸のイリノイ州モリーンに現在も残っており、地元の高校がバスケットボールやバレーボール、レスリングの試合などに使用している。
1949年にNBLはBAA (Basketball Association of America) と合併しNBAが誕生、ホークスは監督にレッド・アワーバックを迎えた。
チームは1951年にミルウォーキーに、1955年にはセントルイスに移転し、それぞれミルウォーキー・ホークス、セントルイス・ホークスという名称だった。ミルウォーキー時代最後の1954年にホークスはボブ・ペティットを獲得した。この頃監督は後にバスケットボール殿堂入りするレッド・ホルツマンだったもののチーム成績は伸び悩んだ。
1956年に元ホークス選手のアレックス・ハナムが監督に就くと状況は好転し、ボブ・ペティット、クリフ・ヘイガンを中心とした強豪へと成長した。1958年のNBAファイナルで優勝を果たし、これが現在もチーム史上唯一の優勝経験となっている。続く1960年代前半、ペティットが現役でいる間ホークスはリーグの強豪の1つだったが、同時代を支配したボストン・セルティックスに優勝を譲る時期が続いた。

### アトランタ・ホークス

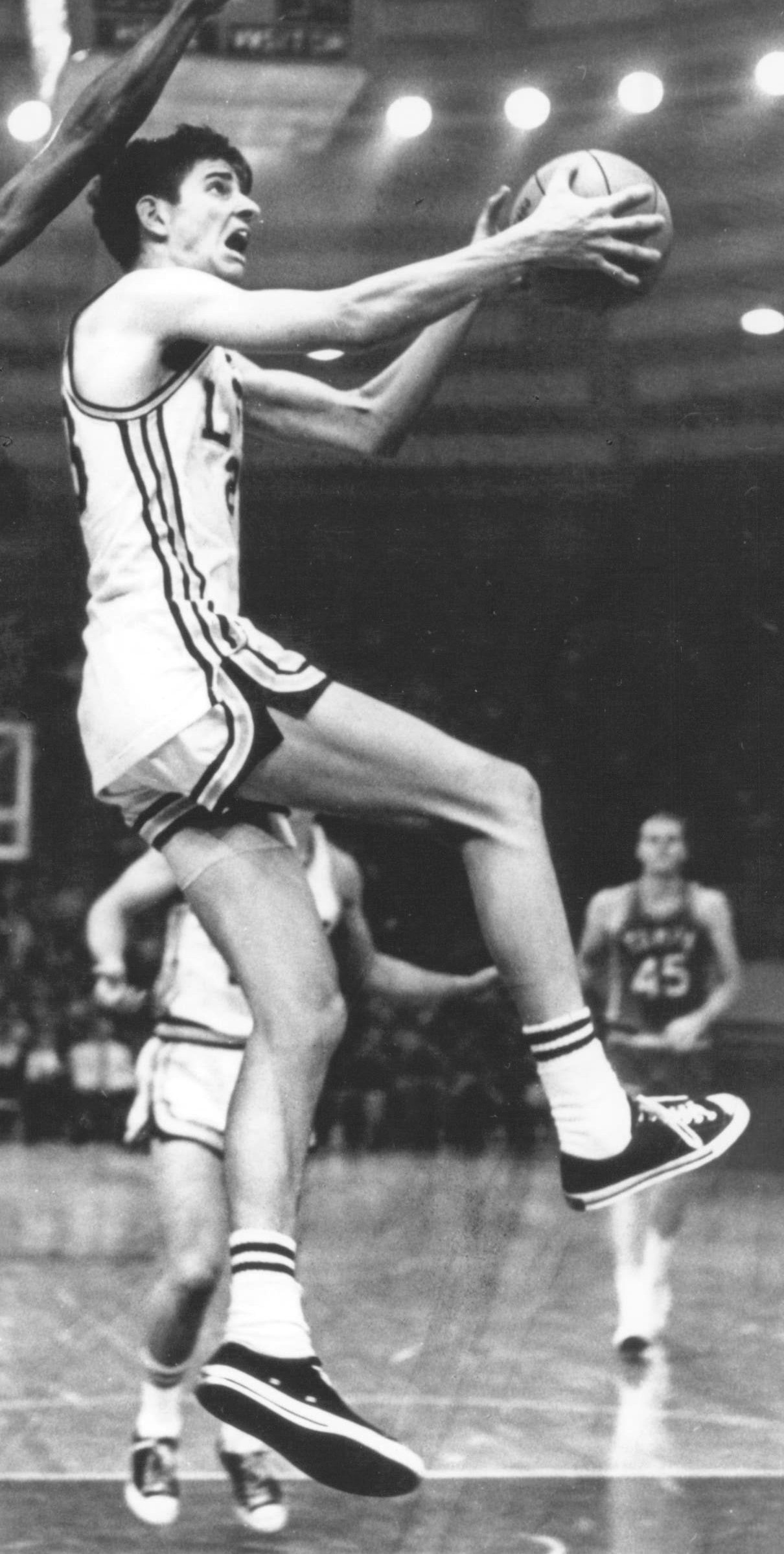
ピストル・ピート　ピート・マラビッチ

1968年、チームはジョージア州アトランタに移転、チーム名を現在に続くアトランタ・ホークスと改称した。この頃よりチームは勝率5割前後が長く続いた。プレーオフには進出するものの、1回戦ないし2回戦敗退が長く続いた。1970年代前半はのちに殿堂入りするピート・マラビッチがチームを率いた。
70年代後半は低迷しプレーオフからも離れ、低迷期は1980年代前半まで続いた。80年代中期にはマイク・フラテロが監督を務め、徐々にディビジョンの強豪の1つとして成長していった。1982年のNBAドラフトで指名したドミニク・ウィルキンズはリーグを代表する選手の1人として人気を集め、ドック・リバース、ケビン・ウィリス、ステイシー・オーグモンらが脇を固めた。
1990年代に入る頃ホークスは再び低迷期に入り、1993年に就任した名将レニー・ウィルケンズがチームの再建に取り組んだ。1993-94シーズン途中にウィルキンズ、翌シーズン途中にはウィリスも放出したが、ムーキー・ブレイロック、スティーブ・スミス、ディケンベ・ムトンボ、アラン・ヘンダーソンなどの好選手を擁し、ディビジョン上位に食い込む活躍を見せた。ウィルケンズは在任中に監督として勝利数を塗り替える快挙を成し遂げたもののプレーオフでは2回戦を越えられない年が続き、1999年にブレイロック、スティーブ・スミスは放出され、2000年にウィルケンズは辞任。1999-00シーズンからは8シーズン連続でプレーオフ進出を逃した。
2001年のNBAドラフト3位指名権などと交換でシャリーフ・アブドゥル＝ラヒームを獲得し、1999年のNBAドラフトにドラフトで指名したジェイソン・テリーと2人を軸に再建を図ったが低迷から脱せず、2004年にテリーとアブドゥル＝ラヒームは放出された。また、2003年9月にチームは、同じアリーナを使用するプロアイスホッケー、NHLのチームのアトランタ・スラッシャーズと共に、タイムワーナー社から、投資者集団に売り渡された。
2004年のNBAドラフトでジョシュ・チルドレス、ジョシュ・スミス、サリム・スタウダマイアーを指名したが、2004-05シーズンは連勝が1度もなく不振を極め、球団史上最低の13勝に終った。

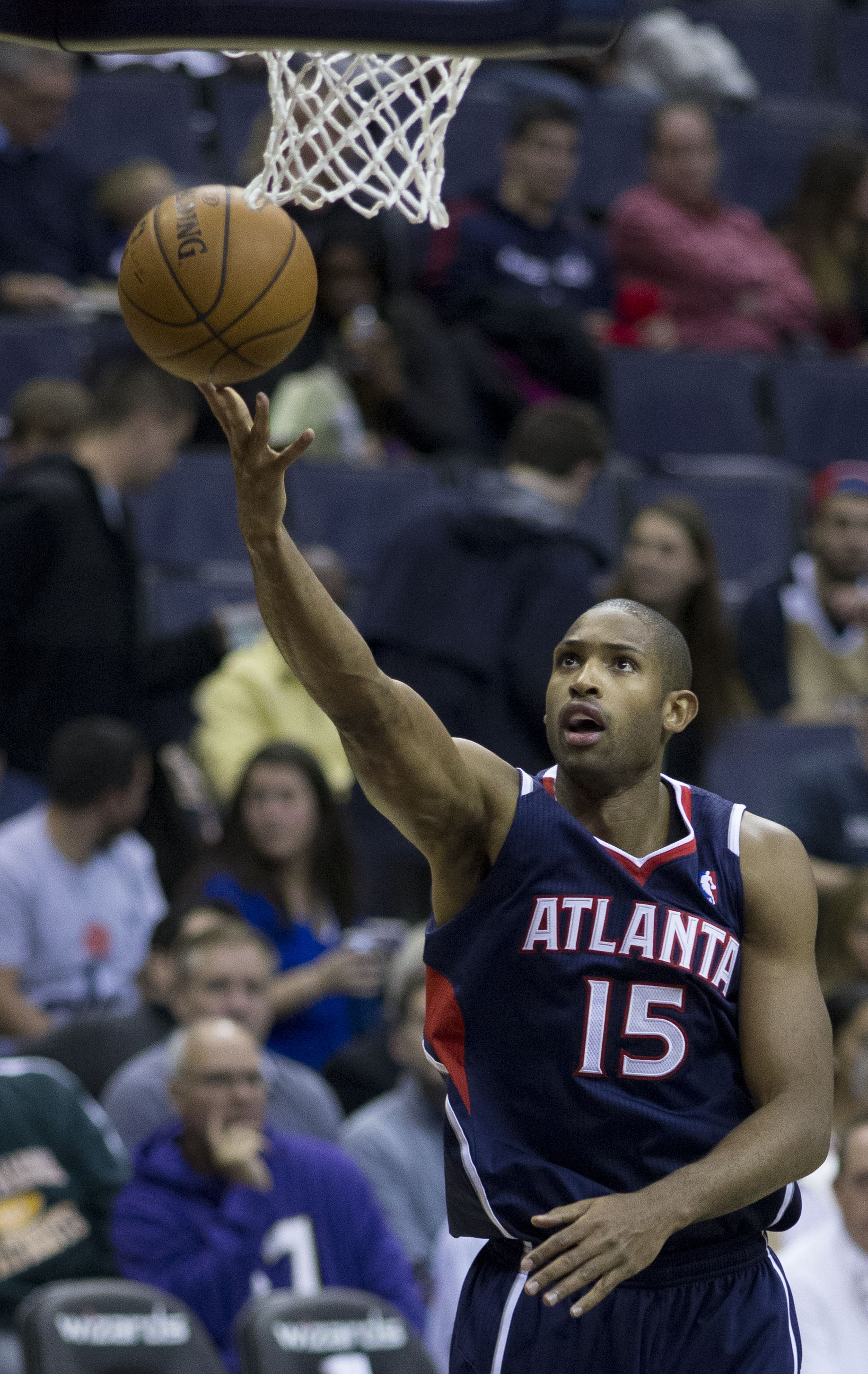
アル・ホーフォード

2005年のNBAドラフトでは全体2位指名権を得てマービン・ウィリアムズを指名、トレードでジョー・ジョンソンを獲得。2007年のNBAドラフトでは全体3位指名権を得てアル・ホーフォードを指名し有望な若手選手を揃えたチームは、2007-08シーズン、2008年2月にはマイク・ビビーをトレードで獲得し、更なる飛躍を目指し、9年振りとなるプレーオフ進出決定した。
2013年のNBAファイナル直前に、グレッグ・ポポヴィッチのもと、サンアントニオ・スパーズの第1アシスタントコーチとしてポポビッチを支え、4度のNBA優勝を経験したマイク・ブーデンホルツァーがホークスのヘッドコーチに選任された。新ヘッドコーチでのシーズンは、前シーズンまで6年連続プレーオフ進出が続いている強豪で、主力のアル・ホーフォードが故障で十分に出場できない中、残りのロースターで苦戦しながら、38勝44敗と負け越しはしたものの、プレーオフに8位で滑り込んだ。1stラウンド1戦目で1位のインディアナ・ペイサーズを下し、新ヘッドコーチでプレーオフ初勝利を勝ち取った。その後2勝し最終戦まで粘ったが、1回戦で敗退した。
2014-15シーズンは、ブーデンホルツァーの標榜するチームバスケットが浸透し、派手さはないがターンオーバーが少なくパスの良く回るスパーズ仕込みのゲームを展開。またデニス・シュルーダーら若手選手の成長もあり、序盤から勝率7割以上で、イースタンカンファレンスの首位を独走した。ビューデンホルツァーは、ウェストで同じく好スタートを維持したゴールデンステート・ウォリアーズ新ヘッドコーチのスティーブ・カーと共にオールスターゲームのヘッドコーチに選ばれた。選手も、アル・ホーフォード、ジェフ・ティーグ、ポール・ミルサップの3選手が選ばれた。カイル・コーバーもドウェイン・ウェイドの欠場に伴い出場した。後半戦も勝ち星を伸ばし、サウスイーストディビジョン優勝とイースタン・カンファレンス第1シードでのプレーオフ進出を決め、4月7日のフェニックス・サンズ戦でシーズン58勝目を挙げ、フランチャイズ記録を更新。更に10日のシャーロット・ホーネッツ戦の勝利で、チーム史上初のシーズン60勝を達成。プレーオフに入ってからも好調が続き、ブルックリン・ネッツ、ワシントン・ウィザーズをそれぞれ4勝2敗で下し、アトランタに移転して以降初めてカンファレンスファイナルに進出したものの、カンファレンスファイナルでは、レブロン・ジェームズが復帰したクリーブランド・キャバリアーズに4戦全敗をスイープ負けを喫し、NBAファイナル進出はならなかった。
2015-16シーズンは、攻守のキーマンだったデマール・キャロルを失い、先行きが不安視されたが、48勝34敗でプレーオフに進出。1stラウンドはボストン・セルティックスを退けたものの、セミファイナルはまたしてもクリーブランド・キャバリアーズに4戦全敗を喫し、シーズン終了後には契約交渉が決裂していたジェフ・ティーグ、アル・ホーフォードを放出。新たに地元アトランタ出身のドワイト・ハワードを獲得し、チームを立て直すことになった。2016-17シーズンは43勝39敗の成績でイースタンカンファレンス5位でプレーオフに進出するも、1stラウンドでワシントン・ウィザーズに2勝4敗で敗れた。オフにはミルサップが退団するなど、再建に舵を切った。
2017-18シーズンは苦しいシーズンとなり、24勝58敗でカンファレンス最下位に沈み、11年振りにプレーオフ進出を逃した。また、このシーズンはダンクコンテスト優勝者のヴィンス・カーターを獲得する。

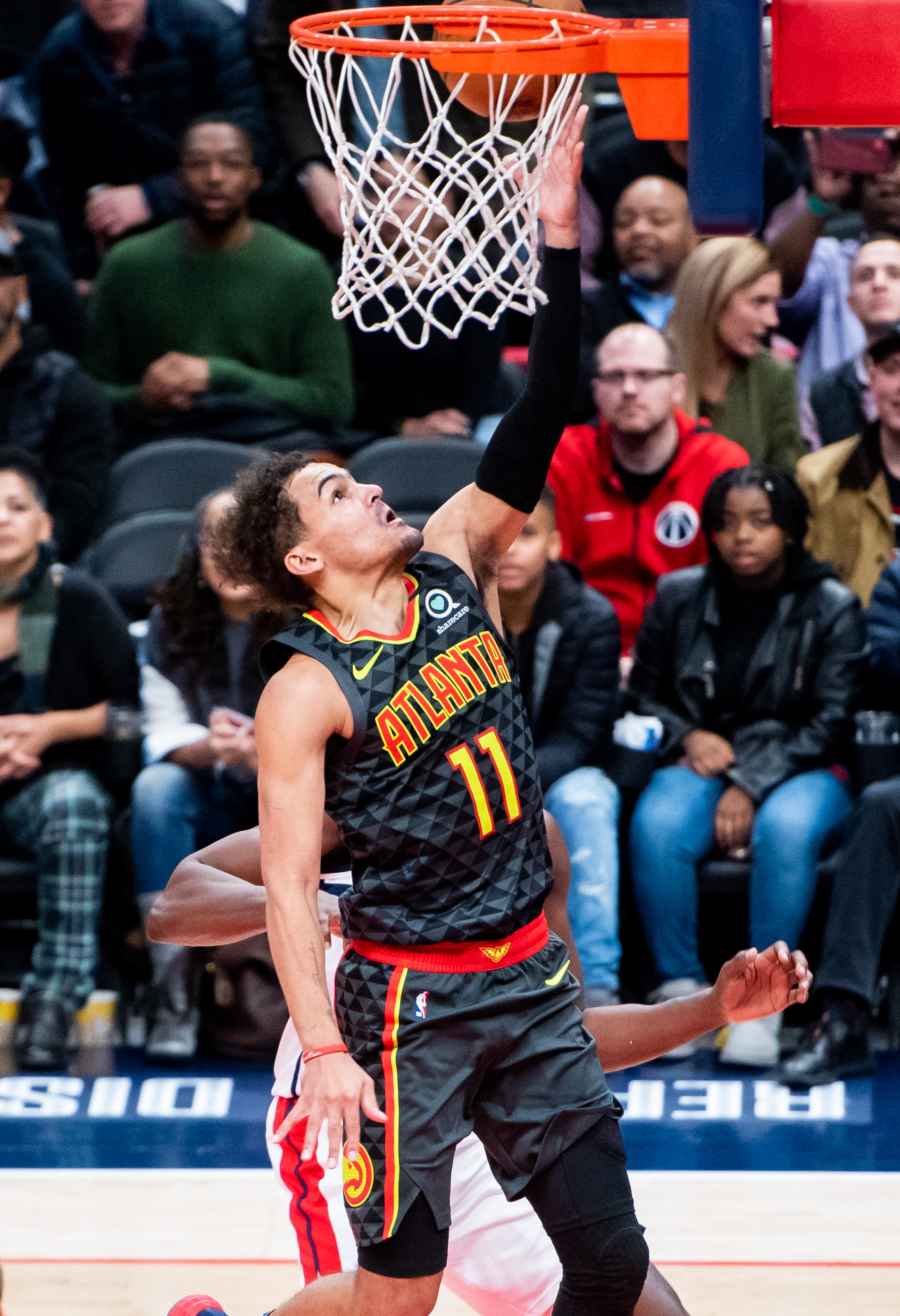
トレイ・ヤング

2018年のNBAドラフトで3位指名権を獲得し、ルカ・ドンチッチを指名したが、直後ダラス・マーベリックスが5位で指名したトレイ・ヤングを含んだトレードでドンチッチを渡し、ヤングを獲得した。
2020-21シーズンはシーズン途中にロイド・ピアースが解任されながらも、ネイト・マクミランの下、カンファレンス5位で、プレーオフではカンファレンスファイナルに進出した。ドラフトで獲得したトレイ・ヤング、ジョン・コリンズ、ケビン・ハーター、キャム・レディッシュ、デアンドレ・ハンターなどの若手の活躍が目立った。
2021-22シーズン開幕前にトレードでオールスター経験のあるデジャンテ・マレーを獲得。新たなヤングとマレーのバックコートにより、このシーズンはプレーオフに進出したが、第1回戦でボストン・セルティックスに敗れた。
2024-25シーズン開幕前のトレードでニューオーリンズ・ペリカンズにマレーを放出し、ダイソン・ダニエルズ、ラリー・ナンス・ジュニア、E・J・リデル、コディ・ゼラー（サイン・アンド・トレード）、2つの将来のドラフト1巡目指名権を獲得し、ヤングとマレーのバックコートはわずか2年で解体となった。2024年のNBAドラフトでは、3%の確率で全体1位指名権を引き当て、フランス出身のザカリー・リザシェイを指名した。 

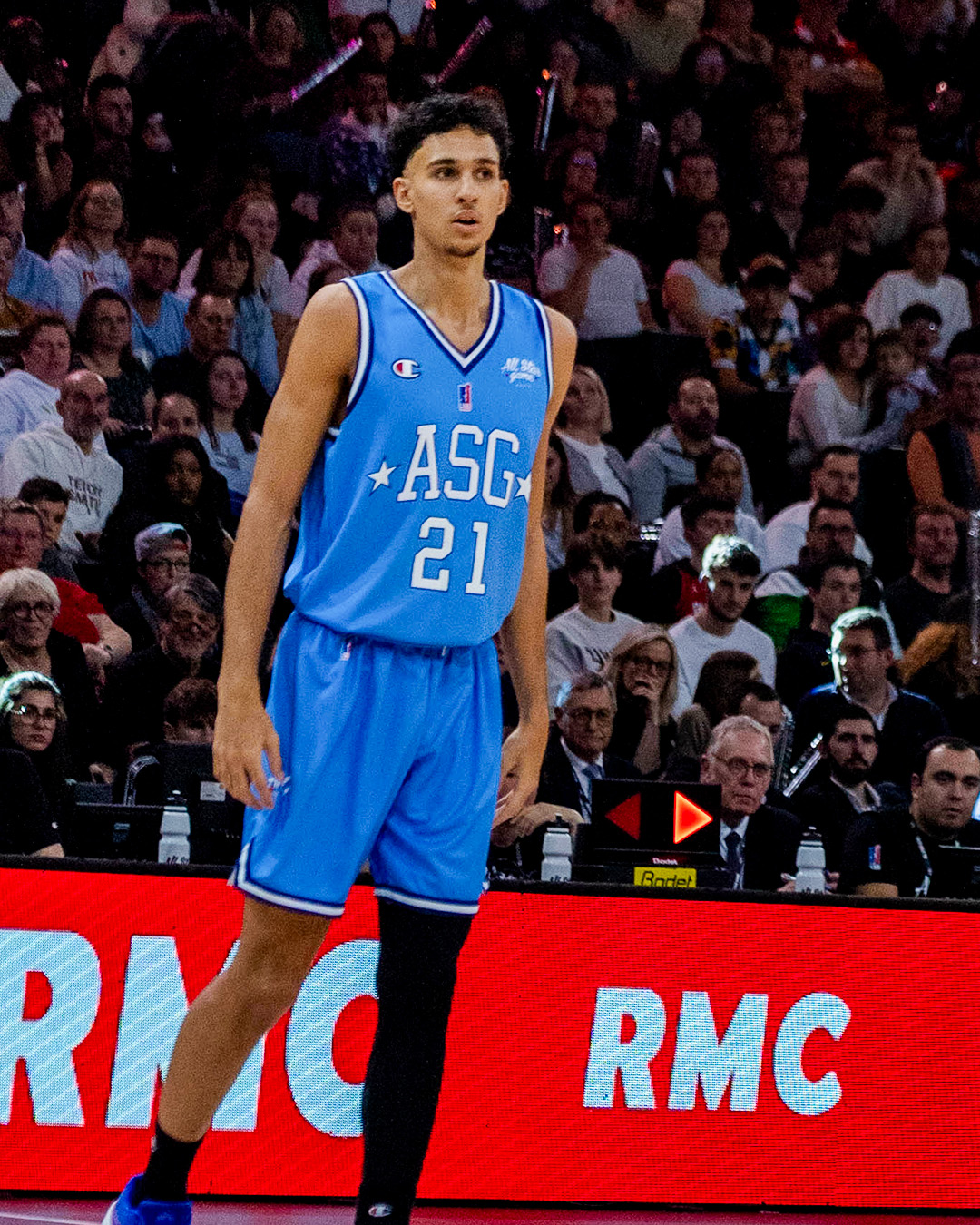
ザカリー・リザシェイ

## シーズンごとの成績
Note: 勝 = 勝利数, 敗 = 敗戦数, % = 勝率 
| シーズン                           | 勝                                 | 敗                                 | %                                  | プレーオフ                                                                       | 結果 |
| トライシティーズ・ブラックホークス | トライシティーズ・ブラックホークス | トライシティーズ・ブラックホークス | トライシティーズ・ブラックホークス | トライシティーズ・ブラックホークス                                               | トライシティーズ・ブラックホークス                                                                                |
| ---------------------------------- | ---------------------------------- | ---------------------------------- | ---------------------------------- | -------------------------------------------------------------------------------- | --- |
| 1949–50                            | 29                                 | 35                                 | .453                               | ディビジョン準決勝                                                               | アンダーソン 2, ブラックホークス 1                                                                                |
| 1950–51                            | 25                                 | 43                                 | .368                               |                                                                                  | |
| ミルウォーキー・ホークス           |                                    |                                    |                                    |                                                                                  | |
| 1951–52                            | 17                                 | 49                                 | .258                               |                                                                                  | |
| 1952–53                            | 27                                 | 44                                 | .380                               |                                                                                  | |
| 1953–54                            | 21                                 | 51                                 | .292                               |                                                                                  | |
| 1954–55                            | 26                                 | 46                                 | .361                               |                                                                                  | |
| セントルイス・ホークス             |                                    |                                    |                                    |                                                                                  | |
| 1955–56                            | 33                                 | 39                                 | .458                               | ディビジョン2位決定戦敗退 ディビジョン準決勝勝利 ディビジョン決勝敗退            | ミネアポリス 1, ホークス 0 ホークス 2, ミネアポリス 1 フォートウェイン 3, ホークス 2                              |
| 1956–57                            | 34                                 | 38                                 | .472                               | タイブレークゲーム勝利 タイブレークゲーム勝利 ディビジョン決勝勝利 NBAファイナル | ホークス 1, フォートウェイン 0 ホークス 1, ミネアポリス 0 ホークス 3, ミネアポリス 0 セルティックス 4, ホークス 3 |
| 1957–58                            | 41                                 | 31                                 | .569                               | ディビジョン決勝勝利 NBAファイナル優勝                                           | ホークス 4, フォートウェイン 1 ホークス 4, セルティックス 2                                                       |
| 1958–59                            | 49                                 | 23                                 | .681                               | ディビジョン決勝敗退                                                             | ミネアポリス 4, ホークス 2                                                                                        |
| 1959–60                            | 46                                 | 29                                 | .613                               | ディビジョン決勝勝利 NBAファイナル敗退                                           | ホークス 4, ミネアポリス 3 セルティックス 4, ホークス 3                                                           |
| 1960–61                            | 51                                 | 28                                 | .646                               | ディビジョン決勝勝利 NBAファイナル敗退                                           | ホークス 4, ミネアポリス 3 セルティックス 4, ホークス 1                                                           |
| 1961–62                            | 29                                 | 51                                 | .363                               |                                                                                  | |
| 1962–63                            | 48                                 | 32                                 | .600                               | ディビジョン準決勝勝利 ディビジョン決勝敗退                                      | ホークス 3, フォートウェイン 1 レイカーズ 4, ホークス 3                                                           |
| 1963–64                            | 46                                 | 34                                 | .575                               | ディビジョン準決勝勝利 ディビジョン決勝敗退                                      | ホークス 3, レイカーズ 2 サンフランシスコ 4, ホークス 3                                                           |
| 1964–65                            | 45                                 | 35                                 | .563                               | ディビジョン準決勝敗退                                                           | ボルチモア 3, ホークス 1                                                                                          |
| 1965–66                            | 36                                 | 44                                 | .450                               | ディビジョン準決勝勝利 ディビジョン決勝敗退                                      | ホークス 3, ボルチモア 0 レイカーズ 4, ホークス 3                                                                 |
| 1966–67                            | 39                                 | 42                                 | .481                               | ディビジョン準決勝勝利 ディビジョン決勝敗退                                      | ホークス 3, ブルズ 0 サンフランシスコ 4, ホークス 2                                                               |
| 1967–68                            | 56                                 | 26                                 | .683                               | ディビジョン準決勝敗退                                                           | サンフランシスコ 4, ホークス 2                                                                                    |
| アトランタ・ホークス               |                                    |                                    |                                    |                                                                                  | |
| 1968–69                            | 48                                 | 34                                 | .585                               | ディビジョン準決勝勝利 ディビジョン決勝敗退                                      | ホークス 4, サンディエゴ 2 レイカーズ 4, ホークス 1                                                               |
| 1969–70                            | 48                                 | 34                                 | .585                               | ディビジョン準決勝勝利 ディビジョン決勝敗退                                      | ホークス 4, ブルズ 1 レイカーズ 4, ホークス 0                                                                     |
| 1970–71                            | 36                                 | 46                                 | .439                               | カンファレンス準決勝敗退                                                         | ニックス 4, ホークス 1                                                                                            |
| 1971–72                            | 36                                 | 46                                 | .439                               | カンファレンス準決勝敗退                                                         | セルティックス 4, ホークス 2                                                                                      |
| 1972–73                            | 46                                 | 36                                 | .561                               | カンファレンス準決勝敗退                                                         | セルティックス 4, ホークス 2                                                                                      |
| 1973–74                            | 35                                 | 47                                 | .427                               |                                                                                  | |
| 1974–75                            | 31                                 | 51                                 | .378                               |                                                                                  | |
| 1975–76                            | 29                                 | 53                                 | .354                               |                                                                                  | |
| 1976–77                            | 31                                 | 51                                 | .378                               |                                                                                  | |
| 1977–78                            | 41                                 | 41                                 | .500                               | 1回戦敗退                                                                        | ウィザーズ 2, ホークス 0                                                                                          |
| 1978–79                            | 46                                 | 36                                 | .561                               | 1回戦勝利 カンファレンス準決勝敗退                                               | ホークス 2, ロケッツ 0 ウィザーズ 4, ホークス 3                                                                   |
| 1979–80                            | 50                                 | 32                                 | .610                               | カンファレンス準決勝敗退                                                         | シクサーズ 4, ホークス 1                                                                                          |
| 1980–81                            | 31                                 | 51                                 | .378                               |                                                                                  | |
| 1981–82                            | 42                                 | 40                                 | .512                               | 1回戦敗退                                                                        | シクサーズ 2, ホークス 0                                                                                          |
| 1982–83                            | 43                                 | 39                                 | .524                               | 1回戦敗退                                                                        | セルティックス 2, ホークス 1                                                                                      |
| 1983–84                            | 40                                 | 42                                 | .488                               | 1回戦敗退                                                                        | バックス 3, ホークス 2                                                                                            |
| 1984–85                            | 34                                 | 48                                 | .415                               |                                                                                  | |
| 1985–86                            | 50                                 | 32                                 | .610                               | 1回戦勝利 カンファレンス準決勝敗退                                               | ホークス 3, ピストンズ 1 セルティックス 4, ホークス 1                                                             |
| 1986–87                            | 57                                 | 25                                 | .695                               | 1回戦勝利 カンファレンス準決勝敗退                                               | ホークス 3, ペイサーズ 1 ピストンズ 4, ホークス 1                                                                 |
| 1987–88                            | 50                                 | 32                                 | .610                               | 1回戦勝利 カンファレンス準決勝敗退                                               | ホークス 3, バックス 2 セルティックス 4, ホークス 3                                                               |
| 1988–89                            | 52                                 | 30                                 | .634                               | 1回戦敗退                                                                        | バックス 3, ホークス 2                                                                                            |
| 1989–90                            | 41                                 | 41                                 | .500                               |                                                                                  | |
| 1990–91                            | 43                                 | 39                                 | .524                               | 1回戦敗退                                                                        | ピストンズ 3, ホークス 2                                                                                          |
| 1991–92                            | 38                                 | 44                                 | .463                               |                                                                                  | |
| 1992–93                            | 43                                 | 39                                 | .524                               | 1回戦敗退                                                                        | ブルズ 3, ホークス 0                                                                                              |
| 1993–94                            | 57                                 | 25                                 | .695                               | 1回戦勝利 カンファレンス準決勝敗退                                               | ホークス 3, ヒート 2 ペイサーズ 4, ホークス 2                                                                     |
| 1994–95                            | 42                                 | 40                                 | .512                               | 1回戦敗退                                                                        | ペイサーズ 3, ホークス 0                                                                                          |
| 1995–96                            | 46                                 | 36                                 | .561                               | 1回戦勝利 カンファレンス準決勝敗退                                               | ホークス 3, ペイサーズ 2 マジック 4, ホークス 1                                                                   |
| 1996–97                            | 56                                 | 26                                 | .683                               | 1回戦勝利 カンファレンス準決勝敗退                                               | ホークス 3, ピストンズ 2 ブルズ 4, ホークス 1                                                                     |
| 1997–98                            | 50                                 | 32                                 | .610                               | 1回戦敗退                                                                        | シャーロット 3, ホークス 1                                                                                        |
| 1998–99                            | 31                                 | 19                                 | .620                               | 1回戦勝利 カンファレンス準決勝敗退                                               | ホークス 3, ピストンズ 2 ニックス 4, ホークス 0                                                                   |
| 1999-00                            | 28                                 | 54                                 | .341                               |                                                                                  | |
| 2000–01                            | 25                                 | 57                                 | .305                               |                                                                                  | |
| 2001–02                            | 33                                 | 49                                 | .402                               |                                                                                  | |
| 2002–03                            | 35                                 | 47                                 | .427                               |                                                                                  | |
| 2003–04                            | 28                                 | 54                                 | .341                               |                                                                                  | |
| 2004–05                            | 13                                 | 69                                 | .188                               |                                                                                  | |
| 2005–06                            | 26                                 | 56                                 | .317                               |                                                                                  | |
| 2006-07                            | 30                                 | 52                                 | .366                               |                                                                                  | |
| 2007-08                            | 37                                 | 45                                 | .451                               | 1回戦敗退                                                                        | セルティックス 4, ホークス 3                                                                                      |
| 2008-09                            | 47                                 | 35                                 | .573                               | 1回戦勝利 カンファレンス準決勝敗退                                               | ホークス 4, ヒート 3 キャブス 4, ホークス 0                                                                       |
| 2009-10                            | 53                                 | 29                                 | .646                               | 1回戦勝利 カンファレンス準決勝敗退                                               | ホークス 4, バックス 3 マジック 4, ホークス 0                                                                     |
| 2010–11                            | 44                                 | 38                                 | .537                               | 1回戦勝利 カンファレンス準決勝敗退                                               | ホークス 4, マジック 2 ブルズ 4, ホークス 2                                                                       |
| 2011–12                            | 40                                 | 26                                 | .606                               | 1回戦敗退                                                                        | セルティックス 4, ホークス 2                                                                                      |
| 2012–13                            | 44                                 | 38                                 | .537                               | 1回戦敗退                                                                        | ペイサーズ 4, ホークス 2                                                                                          |
| 2013–14                            | 38                                 | 44                                 | .463                               | 1回戦敗退                                                                        | ペイサーズ 4, ホークス 3                                                                                          |
| 2014–15                            | 60                                 | 22                                 | .732                               | 1回戦勝利 カンファレンス準決勝勝利 カンファレンス決勝敗退                        | ホークス 4, ネッツ 2 ホークス 4, ウィザーズ 2 キャバリアーズ 4, ホークス 0                                        |
| 2015–16                            | 48                                 | 34                                 | .585                               | 1回戦勝利 カンファレンス準決勝敗退                                               | ホークス 4, セルティックス 2 キャバリアーズ 4, ホークス 0                                                         |
| 2016–17                            | 43                                 | 39                                 | .524                               | 1回戦敗退                                                                        | ウィザーズ 4, ホークス 2                                                                                          |
| 2017–18                            | 24                                 | 58                                 | .293                               |                                                                                  | |
| 2018–19                            | 29                                 | 53                                 | .354                               |                                                                                  | |
| 2019–20                            | 20                                 | 47                                 | .299                               |                                                                                  | |
| 2020–21                            | 41                                 | 31                                 | .569                               | 1回戦勝利 カンファレンス準決勝勝利 カンファレンス決勝敗退                        | ホークス 4, ニックス 1 ホークス 4, シクサーズ 3 バックス 4, ホークス 2                                            |
| 2021–22                            | 43                                 | 39                                 | .524                               | 1回戦敗退                                                                        | ヒート 4, ホークス 1                                                                                              |
| 2022–23                            | 41                                 | 41                                 | .500                               | 1回戦敗退                                                                        | セルティックス 4, ホークス 2                                                                                      |
| 2023–24                            | 36                                 | 46                                 | .439                               |                                                                                  | |
| 通算勝敗                           | 2,927                              | 3,010                              | .493                               |                                                                                  | |
| プレーオフ                         | 168                                | 222                                | .431                               | 優勝1回                                                                          | |

## 主な選手

### 保有するドラフト交渉権
| ドラフト年 | 巡 | 指名順 | 選手                 | Pos. | 国籍         | 現所属チーム              | 注釈 | Ref    |
| ---------- | -- | ------ | -------------------- | ---- | ------------ | ------------------------- | ---- | ------ |
| 2015       | 2  | 50     | マーカス・エリクソン | G/F  | スウェーデン | アルバ・ベルリン (ドイツ) |      | [ 17 ] |

## コーチ、その他

### 歴代ヘッドコーチ
| - なし (1946-47/1948-49) - ロジャー・ポッター (Roger Potter) (1949-50) - レッド・アワーバック (Red Auerbach) (1949-50) - デイブ・マクミラン (Dave McMillan) (1950-51) - ジョニー・ローガン (Johnny Logan (basketball)) (1950-51) - マイク・トドロヴィッチ (Mike Todorovich) (1950-51) - ドキシー・ムーア (Doxie Moore) (1951-52) - アンドリュー・リヴェイン (Andrew Levane) (1952-53/1953-54) - レッド・ホルツマン (Red Holzman) (1953-54/1956-57) - スレイター・マーティン (Slater Martin) (1956-57) - アレックス・ハナム (Alex Hannum) (1956-57/1957-58) - アンディ・フィリップ (Andy Phillip) (1958-59) - エド・マコーレー (Ed Macauley) (1958-59/1959-60) - ポール・シーモア (Paul Seymour) (1959-60/1961-62) - アンドリュー・リヴェイン (Andrew Levane) (1961-62) - ボブ・ペティット (Bob Pettit) (1961-62) - ハリー・ギャラティン (Harry Gallatin) (1962-63/1964-65) | - リッチー・ゲーリン (Richie Guerin) (1964-65/1971-72) - コットン・フィッツシモンズ (Cotton Fitzsimmons) (1972-73/1975-76) - ジーン・トーモーレン (Gene Tormohlen) (1975-76) - ヒュービー・ブラウン (Hubie Brown) (1976-77/1980-81) - マイク・フラテロ (Mike Fratello) (1980-81) - ブレンダン・サー (Brendan Suhr) (1980-81) - ケビン・ローアリー (Kevin Loughery) (1981-82/1982-83) - マイク・フラテロ (Mike Fratello) (1983-84/1989-90) - ボブ・ワイス (Bob Weiss) (1990-91/1992-93) - レニー・ウィルケンズ (Lenny Wilkens) (1993-94/1999-00) - ロン・クルーガー (Lon Kruger) (2000-01/2002-03) - テリー・ストッツ (Terry Stotts) (2002-03/2003-04) - マイク・ウッドソン (Mike Woodson) (2004-05/2009-10) - ラリー・ドリュー (Larry Drew) (2010-11/2012-13) - マイク・ビューデンホルツァー(Mike Budenholzer) (2013-14/2017-18) - ロイド・ピアース(Lloyd Pierce)(2018-19/2020-21) - ネイト・マクミラン(Nate McMillan)(2020-21/2022-23) - クイン・スナイダー(Quin Snyder)(2022-23/現在) |

## 栄誉

### 永久欠番
| アトランタ・ホークス永久欠番一覧 |                        |                |           |                |
| 番号                             | 選手                   | Pos.           | 在籍期間  | 永久欠番年     |
| 9                                | ボブ・ペティット       | F              | 1954–1965 |                |
| 21                               | ドミニク・ウィルキンス | F              | 1982–1994 | 2001年1月13日  |
| 23                               | ルー・ハドソン         | F/G            | 1966–1977 | 1977年3月1日   |
| 44                               | ピート・マラビッチ     | G              | 1970–1974 | 2017年3月1日   |
| 55                               | ディケンベ・ムトンボ   | C              | 1996–2001 | 2015年11月24日 |
| 59 1                             | カシム・リード         | アトランタ市長 | 2010–2018 | 2017年11月3日  |
| テッド・ターナー                 | テッド・ターナー       | オーナー       | 1977–2001 | 2004年11月30日 |

注釈
- 1 ホークスは2010年から2018年まで地元アトランタの第59代目市長であったカシム・リードに敬意を表して、59代にちなんだ背番号「59」を永久欠番にした[18][19]。

### バスケットボール殿堂入り
| アトランタ・ホークス殿堂入りメンバー一覧 | アトランタ・ホークス殿堂入りメンバー一覧 | アトランタ・ホークス殿堂入りメンバー一覧 | アトランタ・ホークス殿堂入りメンバー一覧 | アトランタ・ホークス殿堂入りメンバー一覧 | アトランタ・ホークス殿堂入りメンバー一覧 | アトランタ・ホークス殿堂入りメンバー一覧 | アトランタ・ホークス殿堂入りメンバー一覧 | アトランタ・ホークス殿堂入りメンバー一覧 | アトランタ・ホークス殿堂入りメンバー一覧 | アトランタ・ホークス殿堂入りメンバー一覧 | アトランタ・ホークス殿堂入りメンバー一覧 |
| 選手                                     | 選手                                     | 選手                                     | 選手                                     | 選手                                     | 選手                                     | 選手                                     | 選手                                     | 選手                                     | 選手                                     | 選手                                     | 選手                                     |
| No.                                      | 名前                                     | 名前                                     | Pos.                                     | 在籍期間                                 | 選出年                                   | No.                                      | 名前                                     | 名前                                     | Pos.                                     | 在籍期間                                 | 選出年                                   |
| ---------------------------------------- | ---------------------------------------- | ---------------------------------------- | ---------------------------------------- | ---------------------------------------- | ---------------------------------------- | ---------------------------------------- | ---------------------------------------- | ---------------------------------------- | ---------------------------------------- | ---------------------------------------- | ---------------------------------------- |
| 20 50                                    | エド・マコーレー                         | Ed Macauley 1                            | C/F                                      | 1956–1959                                | 1960                                     | 9                                        | ボブ・ペティット                         | Bob Pettit                               | F/C                                      | 1954–1965                                | 1971                                     |
| 6 16 17                                  | クリフ・ヘイガン                         | en:Cliff Hagan                           | F/G                                      | 1956–1966                                | 1978                                     | 22                                       | スレーター・マーティン                   | Slater Martin 2                          | G                                        | 1956–1960                                | 1982                                     |
| 14                                       | ボブ・ホーブレッグス                     | Bob Houbregs                             | C/F                                      | 1953                                     | 1987                                     | 44                                       | ピート・マラビッチ                       | Pete Maravich                            | G                                        | 1970–1974                                | 1987                                     |
|                                          | ボビー・マクダーモット                   | Bobby McDermott                          | G                                        | 1947–1948                                | 1988                                     | 34                                       | クライド・ラブレット                     | Clyde Lovellette                         | C/F                                      | 1958–1962                                | 1988                                     |
| 14 15 32                                 | レニー・ウィルケンズ                     | Lenny Wilkens 3                          | G                                        | 1960–1968                                | 1989                                     | 42                                       | コニー・ホーキンズ                       | Connie Hawkins                           | F/C                                      | 1975–1976                                | 1992                                     |
| 8                                        | ウォルト・ベラミー                       | Walt Bellamy 4                           | C                                        | 1970–1974                                | 1993                                     | 2                                        | モーゼス・マローン                       | Moses Malone                             | C/F                                      | 1988–1991                                | 2001                                     |
| 21                                       | ドミニク・ウィルキンス                   | Dominique Wilkins                        | F                                        | 1982–1994                                | 2006                                     | 15 18 19                                 | リッチー・ゲリン                         | Richie Guerin 5                          | G                                        | 1963–1967 1968–1970                      | 2013                                     |
| 55                                       | ディケンベ・ムトンボ                     | Dikembe Mutombo                          | C                                        | 1996–2001                                | 2015                                     | 14 31                                    | ゼルモ・ビーティ                         | Zelmo Beaty                              | C                                        | 1962–1969                                | 2016                                     |
| 1                                        | トレイシー・マグレディ                   | Tracy McGrady                            | G/F                                      | 2011–2012                                | 2017                                     | 10                                       | モーリス・チークス                       | Maurice Cheeks                           | G                                        | 1991–1992                                | 2018                                     |
| 15 11                                    | チャック・クーパー                       | Chuck Cooper                             | F                                        | 1954–1956                                | 2019                                     | 15                                       | シドニー・モンクリーフ                   | Sidney Moncrief                          | G                                        | 1990–1991                                | 2019                                     |
| 7                                        | トニー・クーコッチ                       | Toni Kukoč                               | F                                        | 2001–2002                                | 2021                                     | 23                                       | ルー・ハドソン                           | Lou Hudson                               | G/F                                      | 1966–1977                                | 2022                                     |
| 15                                       | ヴィンス・カーター                       | Vince Carter                             | F                                        | 2018–2020                                | 2024                                     |                                          |                                          |                                          |                                          |                                          |                                          |
| コーチ                                   |                                          |                                          |                                          |                                          |                                          |                                          |                                          |                                          |                                          |                                          |                                          |
| 名前                                     | 名前                                     | 名前                                     | Pos.                                     | 在籍期間                                 | 選出年                                   | 名前                                     | 名前                                     | 名前                                     | Pos.                                     | 在籍期間                                 | 選出年                                   |
| レッド・アワーバック                     | レッド・アワーバック                     | Red Auerbach                             | ヘッドコーチ                             | 1949–1950                                | 1969                                     | 10                                       | レッド・ホルツマン                       | Red Holzman 6                            | ヘッドコーチ                             | 1954–1957                                | 1986                                     |
| 4 6 33                                   | アレックス・ハナム                       | Alex Hannum 7                            | ヘッドコーチ                             | 1957–1958                                | 1998                                     | レニー・ウィルケンズ                     | レニー・ウィルケンズ                     | Lenny Wilkens 3                          | ヘッドコーチ                             | 1993–2000                                | 1998                                     |
| 貢献者                                   |                                          |                                          |                                          |                                          |                                          |                                          |                                          |                                          |                                          |                                          |                                          |
| 名前                                     | 名前                                     | 名前                                     | Pos.                                     | 在籍期間                                 | 選出年                                   | 名前                                     | 名前                                     | 名前                                     | Pos.                                     | 在籍期間                                 | 選出年                                   |
| ヒュービー・ブラウン                     | ヒュービー・ブラウン                     | Hubie Brown                              | ヘッドコーチ                             | 1976–1981                                | 2005                                     | 22 44                                    | ロッド・ソーン                           | Rod Thorn                                | G                                        | 1965–1967                                | 2018                                     |
| コットン・フィッツシモンズ               | コットン・フィッツシモンズ               | Cotton Fitzsimmons                       | ヘッドコーチ                             | 1972–1976                                | 2021                                     |                                          |                                          |                                          |                                          |                                          |                                          |

注釈:
- 1 1958年から1960年にかけてコーチも務めた。
- 2 1957年にはコーチも務めた。
- 3 ウィルケンズは選手、コーチ、そして1992年オリンピックチームのメンバーとして、計3回の殿堂入りを果たしている。
- 4 ベラミーは選手及び1960年オリンピックチームのメンバーとして、計2回の殿堂入りを果たしている。
- 5 1964年から1972年までコーチも務めた。
- 6 1953-1954シーズンに同チームでプレーしている。
- 7 1954年から1956年、1956年から1957年にも同チームでプレーしている。

### FIBA殿堂入り
| アトランタ・ホークス殿堂入りメンバー一覧 | アトランタ・ホークス殿堂入りメンバー一覧 | アトランタ・ホークス殿堂入りメンバー一覧 | アトランタ・ホークス殿堂入りメンバー一覧 | アトランタ・ホークス殿堂入りメンバー一覧 | アトランタ・ホークス殿堂入りメンバー一覧 |
| 選手                                     | 選手                                     | 選手                                     | 選手                                     | 選手                                     | 選手                                     |
| No.                                      | 名前                                     | 名前                                     | Pos.                                     | 在籍期間                                 | 選出年                                   |
| ---------------------------------------- | ---------------------------------------- | ---------------------------------------- | ---------------------------------------- | ---------------------------------------- | ---------------------------------------- |
| 7                                        | トニー・クーコッチ                       | Toni Kukoč                               | F                                        | 2001–2002                                | 2017                                     |
| 8                                        | アレクサンドル・ボルコフ                 | Alexander Volkov                         | F/C                                      | 1989–1992                                | 2020                                     |

## チーム記録
アトランタ・ホークスのチーム記録

## 脚註
1. ↑  “Franchise History”. Hawks.com.   NBA Media Ventures, LLC. 2018年4月4日閲覧。
2. ↑  “NBA.com/Stats–Atlanta Hawks”. Stats.NBA.com.   NBA Media Ventures, LLC. 2017年1月25日閲覧。
3. ↑  “History: Team by Team”. 2019-20 Official NBA Guide.   NBA Properties, Inc. (2019年10月17日). 2020年8月2日閲覧。
4. ↑  “Forever True to Atlanta”. Hawks.com.   NBA Media Ventures, LLC (2020年7月21日). 2020年7月21日閲覧。
5. ↑  “Hawks look to past with new uniform set”. NBA.com (Press release). NBA Media Ventures, LLC. 21 July 2020. 2020年7月21日閲覧.
6. ↑  “Atlanta Hawks Reproduction and Usage Guideline Sheet”.   NBA Properties, Inc.. 2020年8月2日閲覧。
7. ↑  “Sharecare and Hawks Launch Jersey Patch Partnership And Innovative Health Movement”. Hawks.com (Press release). NBA Media Ventures, LLC. 17 August 2017. 2017年12月17日閲覧.
8. ↑  A Franchise Rich With Tradition: From Pettit To 'Pistol Pete' To The 'Human Highlight Film'. Atlanta Hawks.
9. ↑  Adams, Sarah.Wharton has survived George Wallace and Red Auerbach. Progress 2006. QCOnline.com. 2009年9月15日閲覧.
10. ↑   (PDF) 2011-2012 Spurs media guide. San Antonio Spurs. p. 58 2011年12月24日閲覧。
11. ↑  “Hawks Name Mike Budenholzer As Head Coach”. NBA.com (2013年5月28日). 2013年5月28日閲覧。
12. ↑  “［2015 NBAオールスター］ リザーブメンバー発表、ホークスから3選手選出”.   NBA　Japan (2015年2月). 2015年3月24日閲覧。
13. ↑  “Hawks rip Suns, get franchise-record 58th win”.  NBA.com (2015年4月7日). 2015年4月9日閲覧。
14. ↑  “Atlanta Completes Trade with San Antonio Spurs; Acquires Dejounte Murray and Jock Landale in Exchange for Danilo Gallinari and Future First Round Draft Picks”. NBA.com. 2022年7月21日時点のオリジナルよりアーカイブ。2022年6月30日閲覧。
15. ↑  “Pelicans acquire Dejounte Murray” (英語). www.nba.com. 2024年9月19日閲覧。
16. ↑  “Atlanta Hawks Sign No. 1 Overall Pick Zaccharie Risacher” (英語). www.nba.com. 2024年9月20日閲覧。
17. ↑  “Hawks Select Jeff Teague in First Round of 2009 NBA Draft”. NBA.com (2009年6月25日). 2010年1月20日時点のオリジナルよりアーカイブ。2014年4月14日閲覧。
18. ↑  “Hawks To Honor Mayor Kasim Reed With Ceremonial Jersey Retirement”. NBA Media Ventures, LLC. (2017年10月26日) 2018年2月28日閲覧。
19. ↑  “Harden, Rockets scorch Hawks in first half of 119-104 win”. USA Today. (2017年11月3日) 2018年2月28日閲覧。
20. ↑  “Tracy McGrady, Bill Self, Rebecca Lobo and Muffet McGraw Headline Class”.   Naismith Memorial Basketball Hall of Fame Official Website. 2017年4月29日閲覧。